# بلوينوز (طابع)
بلوينوز هو الاسم المستعار لطابع بريد نهائي قيمته 50 سنتًا، أصدره مكتب البريد الكندي في 8 يناير 1929، كجزء من "إصدار الملك جورج الخامس". رقم فهرس سكوت للطوابع هو 158 مع ثقب 12. يُصوِّر الطابع مركب الصيد الشراعي بلوينوز وصمم من قبل الشركة الكندية للأوراق النقدية في أوتاوا وكان التصميم عبارة عن صورتين مختلفتين للسفينة، وهي تتسابق قبالة ميناء هاليفاكس. يعتبر الطابع من الطوابع الكلاسيكية على الرغم من أنهُ صدر بعد عام 1900. وقد أُطلق عليهِ اسم "أفضل طوابع كندا" وهو المفضل لدى هواة جمع الطوابع.

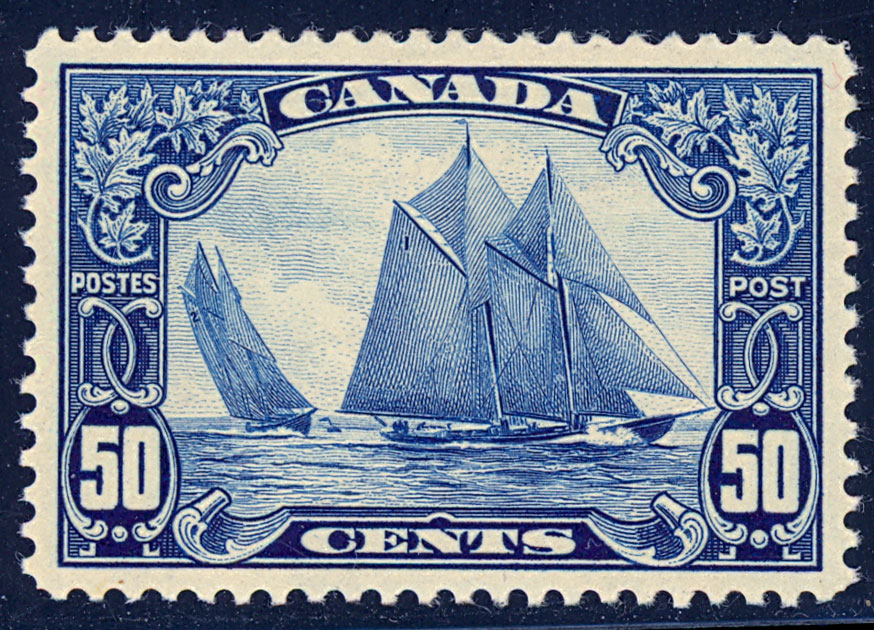
طابع بلونيز عام 1929 فئة 50 سنت

صُنعت ثلاث لوحات طباعة؛ لم تُستخدم اللوحة 1 (المكونة من 200 طبعة) مطلقاً بسبب وجود عيوب بها، ولكن اللوحتين 2 و3 (المكونتين من 100 طبعة) استُخدمتا لطباعة 1044900 نسخة من الطابع بلوينوز. التقط الصور الضوئية للطابع المنقوش والاس ر. ماكاسكيل في عام 1922، ونقشت النقوش الصغيرة من قبل شركة الأوراق النقدية الأمريكية بمدينة نيويورك.
في عام 2001، بيع غلاف اليوم الأول لطابع بلوينوز بمبلغ 3,650 دولارًا كنديًا. بيعت إحدى الورقتين المعروفتين غير المثقوبتين من 100 طابع، بيعت سابقًا في عام 1970، في مزاد عام 2017 بمبلغ 52,580 دولارًا أمريكيًا (45,500 دولار أمريكي قبل علاوة المشتري).
تظهر الطوابع الصادرة في عامي 1982 و1999 كل أو جزء من الطابع الأزرق الأصلي في تصميماتها. طابع عام 1982 هو تصميم ختم على طابع، بينما كان إصدار عام 1998 تخليداً لذكرى المصمم البحري ويليام جيمس روي مصمم المركب الشراعي الأصلي.

## روابط خارجية
- مزاد راسدال لورقة مطبعة غير مثقوبة من 100 طابع بلوينوز غير مثقوب